# Stickartjärnen
Stickartjärnen är en sjö i Storumans kommun i Lappland och ingår i Umeälvens huvudavrinningsområde. Sjön har en area på 0,109 kvadratkilometer och ligger 371,2 meter över havet.

## Delavrinningsområde
Stickartjärnen ingår i det delavrinningsområde (723912-154287) som SMHI kallar för Utloppet av Storuman. Medelhöjden är 398 meter över havet och ytan är 524,36 kvadratkilometer. Räknas de 491 avrinningsområdena uppströms in blir den ackumulerade arean 6 656,67 kvadratkilometer. Avrinningsområdets utflöde Umeälven mynnar i havet. Avrinningsområdet består mestadels av skog (61 procent). Avrinningsområdet har 172,32 kvadratkilometer vattenytor vilket ger det en sjöprocent på 32,8 procent. Bebyggelsen i området täcker en yta av 3,21 kvadratkilometer eller 1 procent av avrinningsområdet.